# Sud-Aviation SA316 Alouette III
Pour les articles homonymes, voir Alouette.
 (octobre 2009).
Si vous disposez d'ouvrages ou d'articles de référence ou si vous connaissez des sites web de qualité traitant du thème abordé ici, merci de compléter l'article en donnant les références utiles à sa vérifiabilité et en les liant à la section « Notes et références ».
L'Alouette III est un hélicoptère léger polyvalent français dérivé de l'Alouette II. Conçu et fabriqué par Sud-Aviation, sa production a continué avec Aérospatiale.
En 2011, elle est entrée dans la famille très restreinte des aéronefs ayant plus de cinquante ans de service.

## Origine
Si l'Alouette II affichait des performances brillantes, puisque dès 1956 un SE.3130 avait réalisé des sauvetages en montagne à plus de 4 000 mètres d'altitude, l'hélicoptère commençait à s'essouffler au-delà de 3 000 mètres. Le bureau d'études Hélicoptères de Sud-Aviation a donc entrepris l'étude d'une version plus puissante, avec une aérodynamique améliorée, ce qui permit d'accroître la capacité de l'appareil. Le résultat fut un appareil pouvant emporter sept personnes (un pilote et six passagers), de construction semi-monocoque et reposant sur un train tricycle Messier à roue avant orientable et dont le fuselage était entièrement caréné. Le nouvel appareil était surtout équipé d'une puissante turbine de 870 ch thermiques, l'Artouste III B de Turboméca, qui était limitée à 550 ch mécaniques, tant pour le réducteur de turbine que pour la boîte de transmission de l'hélicoptère. La réserve de puissance thermique permettait de garder la puissance mécanique jusqu'à 5 000 m en standard, et, au niveau de la mer, jusqu'à une température extérieure supérieure à 50 °C. Ce qui assurait donc de belles performances en altitude et par temps chaud, avec une très grande fiabilité.
La possibilité d'effectuer des évacuations au treuil (capacité 175 kg), et la bonne adaptation de la cabine aux missions sanitaires, puisqu'on pouvait loger en cabine deux civières, un malade assis et un assistant médical, ont fait de l'Alouette III un appareil très prisé pour toutes les missions de sauvetage. Sa réserve de puissance et la possibilité d'embarquer 740 kg de fret en cabine et 750 kg en charge externe ont facilité son adoption dans des pays montagneux, mais les qualités de l'Alouette III ont également justifié des commandes de pays n'ayant ni haute altitude, ni temps chaud, comme les Pays-Bas ou l'Irlande.

## Développement
Construit à La Courneuve, le prototype SE.3160-001 [F-ZWVQ] a effectué son premier vol au Bourget le 28 février 1959, piloté par Jean Boulet et Robert Malus. Il fut suivi trois mois plus tard du SE.3160-002 [F-ZWWR], qui effectua une présentation en vol très remarquée au Salon du Bourget en juin 1959 aux mains de Roland Coffignot, tandis que le 001 débutait une campagne d'évaluation en montagne comprenant des essais-moteur au sommet du Dôme du Goûter (4 150 m d'altitude) par −20 °C. Campagne qui s'acheva par un atterrissage au sommet du Mont-Blanc avec sept personnes à bord (Pilote Jean Boulet).
Ces deux appareils furent suivis de deux appareils de présérie, dont le premier prit l'air en juillet 1960. Remis le 17 mars 1961 au Groupement d'expérimentation de l'ALAT, à Satory, il fut testé en Algérie par le GH2 de Sétif-Aïn-Arnat. Accidenté le 27 novembre 1962, cet appareil fut reconstruit comme SA.316 no 1412 et servit à l'instruction au sein de l'ALAT. Il a été récupéré, en 2001, par l'association CELAG de Grenoble.
En juillet 1964, Sud Aviation fit voler une version spécifiquement destinée aux militaires et appelée « Alouette Canon ». Celle-ci possédait un canon-mitrailleur d'un calibre de 20 mm. En outre cet appareil était conçu pour pouvoir emporter et tirer des missiles AS.11 et AS-12. Malheureusement cet hélicoptère de combat demeura sans suite. L'Alouette III utilisée, no 1164, fut par la suite désarmée et servit à divers tests et essais, notamment dans le domaine de la lutte contre les feux de forêt.
Le coût d'une heure de vol d'une Alouette III de la marine nationale française était d'environ 5 000 euros en 2010, contre près de 13 000 euros en 2017.

## Versions
- SA-3160 Alouette III : la première Alouette III de série a pris l'air en juillet 1961, année au cours de laquelle les premiers exemplaires de série sont livrés à la Birmanie, tandis que l'ALAT et la Marine nationale commandaient leurs premiers appareils. La certification civile française fut délivrée en décembre 1961, suivie en mars 1962 de la certification FAA.
  - HAL Chetak : à la demande du gouvernement indien, Jean Boulet se rendit à Delhi dès octobre 1960 avec le prototype 002. Durant des essais en Himalaya il se posa à 6 004 m avec 3 personnes et 250 kg de matériel. Une licence fut donc achetée par Hindustan Aeronautics Ltd., en juin 1962 et le premier exemplaire de série assemblé en Inde prit l'air le 11 juin 1965. 300 exemplaires furent construits à Bangalore jusqu'en 1992. Le rotor amélioré du SA-316B fut introduit dans la production indienne en cours de production sans changement de désignation.

- SE.3164 Alouette canon : pour répondre au besoin de la Rhodésie, à la recherche d'un hélicoptère d'appui tactique, le SE.3160 no 1164 de série fut modifié, la cabine étant redessinée pour permettre le passage à gauche, à l'avant, d'un canon orientable à tir rapide Mauser de 20 mm (250 obus), s'ajoutant aux 4 missiles AS-11 ou AS-12, ou aux conteneurs de roquettes flanquant l'appareil. 400 exemplaires furent commandés sous la désignation K-Car, et différentes configurations d'armement testées en vol à Brétigny, dont une version G-Car avec 2 mitrailleuses Browning montées sur les côtés du fuselage. Le projet fut finalement abandonné en raison de performances décevantes et le SE.3164-001 converti en Alouette III classique puis utilisé par Sud-Aviation pour des démonstrations. La Rhodesian Air Force a modifié plusieurs de ces Alouette III en les dotant entre autres de canon de 20 mm.

- SA-316A Alouette III : Désignation du SE.3160 à compter de 1968.

- SA-316B Alouette III : Avec une motorisation inchangée mais un rotor amélioré, cette version dont le premier vol eut lieu le 27 juin 1968 fut le modèle le plus construit. En 1972 sortit d'usine le SA.316B n°2 000, qui était la 1 000e Alouette III à sortir d'usine.
  - IAR 316B (en): 230 SA-316B construits sous licence par ICA Brasov, en Roumanie.
    - IAR-317 Airfox : Projet d'hélicoptère d'attaque dérivé de l'IAR 316B. Il semble que trois prototypes aient été construits, le premier vol ayant été effectué en avril 1984. La partie avant du fuselage était entièrement remaniée, avec un cockpit biplace en tandem étroit et blindé, les sièges étant décalés en hauteur, comme sur les hélicoptères antichar contemporains. Le projet fut annulé par le gouvernement de Ceaușescu, qui croulait sous les dettes[4].

  - F+W Alouette IIIS : 60 SA-316B produites sous licence en Suisse entre 1970 et 1974 par la Fabrique fédérale d'avions (de), à Emmen.

- SA-316C Alouette III : Dernière version, à moteur Artouste IIID de 870 ch détaré à 660 ch, apparue en 1972 mais qui ne fut construite qu'à un nombre restreint d'exemplaires.

- SA-319B Alouette III : En 1967 le prototype SE.3160-001 prit l'air remotorisé avec une turbine Turbomeca Astazou XIV de 870 ch détarée à 600 ch, offrant une consommation spécifique réduite de 15 à 20 %. Le 18 février 1973, piloté par Daniel Beauchard et Didier Potelle, le SA.319B-01 se posait au sommet du Kilimandjaro (5 693 m) et trois jours plus tard au sommet du mont Kenya (5 194 m). La commercialisation fut lancée après ces deux atterrissages spectaculaires.

- SA-319C Alouette III : Dernière version, modifications de détails seulement.

## Production
Au total 1 453 appareils sont sortis des usines de La Courneuve et Marignane jusqu'au 1er mai 1985, livrés à 190 utilisateurs dans 92 pays. Il faut ajouter à ce chiffre les appareils produits sous licence en Suisse par la Fabrique fédérale d'avions, à Emmen (60 appareils), en Inde (300 Chetak produits par HAL) et en Roumanie (230 IAR 316B construits par IC-Brasov)[réf. souhaitée].

## Utilisateurs militaires et institutionnels
- Abou Dabi

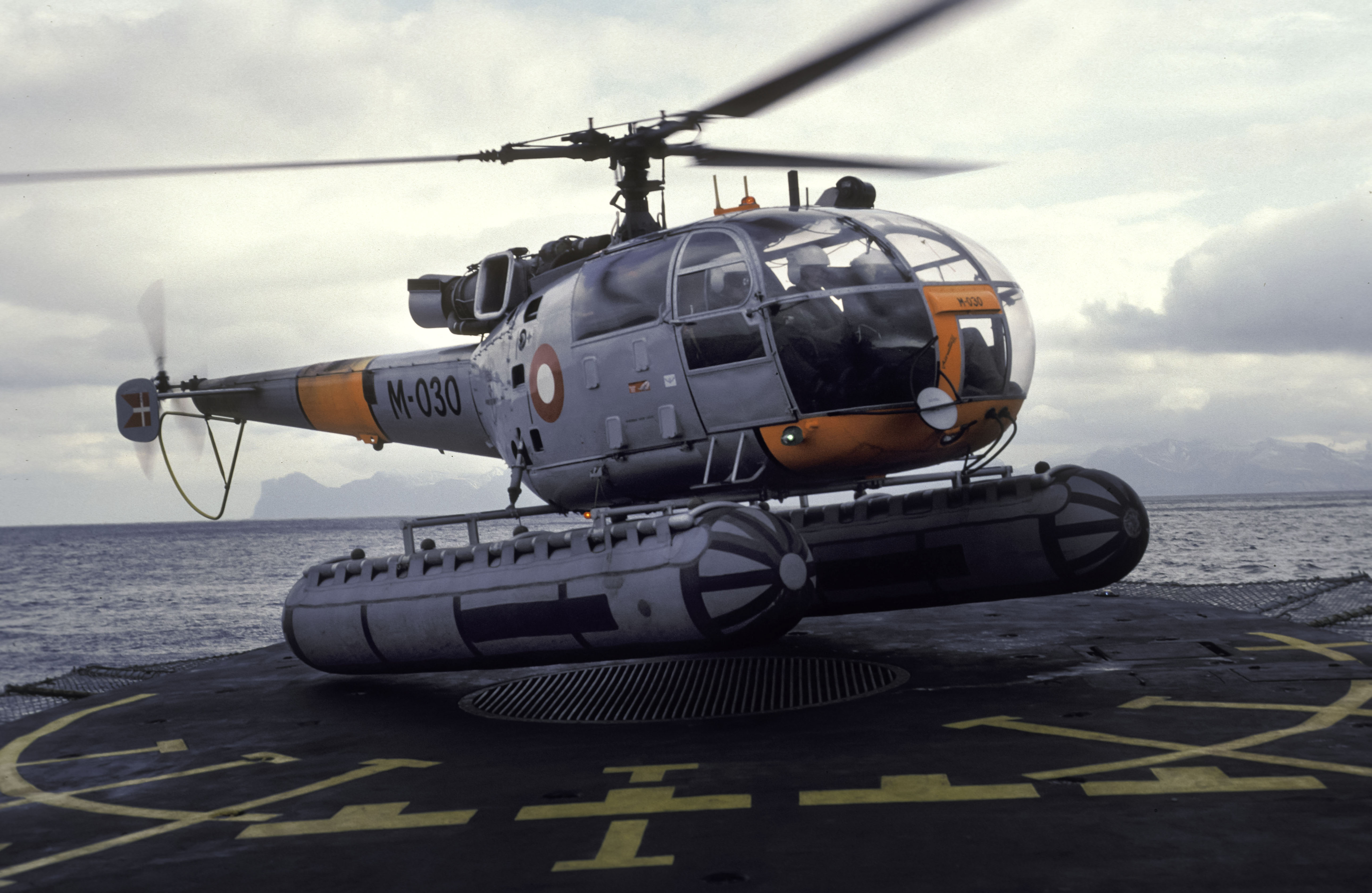
Alouette III équipe de flotteurs de la Marine royale danoise sur le pont du patrouilleur en 1980.

- Afrique du Sud : cent dix-huit Alouette III mises en service entre février 1962 et 1980, dont cinq achetés sur le marché civil aux États-Unis et huit venant de Rhodésie. Cinquante-six SA-316 et SA-319 étaient encore en service fin 2006, équipant essentiellement la 87th Helicopter Flying School de Bloemspruit, la conversion des 17e Sqdn, 19e Sqdn (sur Agusta-Westland A109) ayant été engagée en mai 2006. Le 22e Sqdn devrait à son tour être transformé courant 2007 sur Super Lynx.
- Albanie : quatre Alouette III ont été cédées en 1995 par la Garde aérienne suisse de sauvetage au ministère albanais de la santé ces appareils opèrent depuis la base de Laprake, à Tirana.
- Algérie : deux machines cédées par le ministère de l'intérieur français à la protection civile algérienne en 2003.
- Angola : une vingtaine d'IAR 316B livrées dans les années 1980.
- Arabie saoudite : six appareils, encore en service.
- Argentine : la marine argentine a commandé trois Alouette III en 1969, 4 autres en 1970, 2 en 1971, 1 en 1975 et 4 en 1978. Les derniers exemplaires ont été retirés du service actif en 2010 [5].
- Australie : quatorze Alouette III livrées à la Royal Australian Air Force.
- Autriche : vingt-six SA-316B et SA-319B ont été achetés et livrés en janvier 1967 et décembre 1976 pour équiper deux escadrilles du Fliegerregiment 2, basé à Aigen im Ennstal, des détachements permanents étant implantés à Klagenfurt et Schwaz. Deux SE3160 furent acquis par la suite auprès d'Aérospatiale auparavant Jordanienne le 20 mars 19986 et le 11 mars 1999 un F+W Emmen SA316B auprès de la Suisse[6]. Une vingtaine en ligne en 2020, sera remplacé à partir de mi-2022 par 18 AW169M[7]. Cérémonie de retrait le 24 mai 2024, en 57  ans de service, ils ont effectués 198 000 heures de vol[8].
- Bangladesh :
- Belgique : trois SA.316B [M-1/3] ont été achetées en 1971 pour les besoins de la Marine belge. Depuis juillet 2004, la section marine est intégrée au 40 Sqdn de Coxyde (Coxyde).
- Birmanie : quatorze Alouette III ont été livrées en 1962.
- Bolivie
- Burkina Faso : deux appareils étaient en service en 1986.
- Burundi : deux SA-316B furent commandés par l'armée de l'air en 1966, deux autres en 1967. 3 étaient encore en service début 2007 à l'Escadrille d'hélicoptères de Bujumbura.
- Cambodge : deux appareils commandés.
- Cameroun : deux SA-319B commandés en 1978, toujours en service début 2007.
- Chili : dix SA-319B [H 60/69] furent livrés à la marine chilienne entre août 1977 et juillet 1978. Elles ont été réformées durant les années 1990.
- République du Congo : une Alouette III a été livrée en 1971, qui n'était plus en état de vol en 1986. Selon certaines sources, il y aurait neuf SA-316 en service début 2007.
- Corée du Sud : la Marine de la république de Corée prend livraison de douze SA-319B entre 1977 et 1979, formant le 621 Sqdn de Mokpo. Les cinq derniers exemplaires encore en service ont été envoyés à la retraite le 3 décembre 2019[9].
- Côte d'Ivoire : quatre Alouette III furent cédées par la France en 1971. Une seule était encore en état de vol en 1994.
- Danemark : cinq Alouette III [M-019, M-030, M-070/072] furent livrées à la marine danoise en 1962/63, suivies de trois autres [M-388, M-433, M-439] en 1967.
- Équateur : neuf SA-316B ont été livrés à la Fuerza Aérea et répartis entre les Escadrille de combat 2211, Escadrille de sauvetage 2212 et Escadrille d'entraînement 2213, basés à Guayaquil (Ala de Combate 22). Cinq étaient encore en service début 2007.
- Espagne : trois Alouette III furent mises en service par le UHEL III en 1976 pour des missions de coopération terrestre. Cédées en décembre 1981 à l'armée de l'air, ces hélicoptères furent alors revendus avant 1995.
- Éthiopie : Vingt SA.316 livrées.

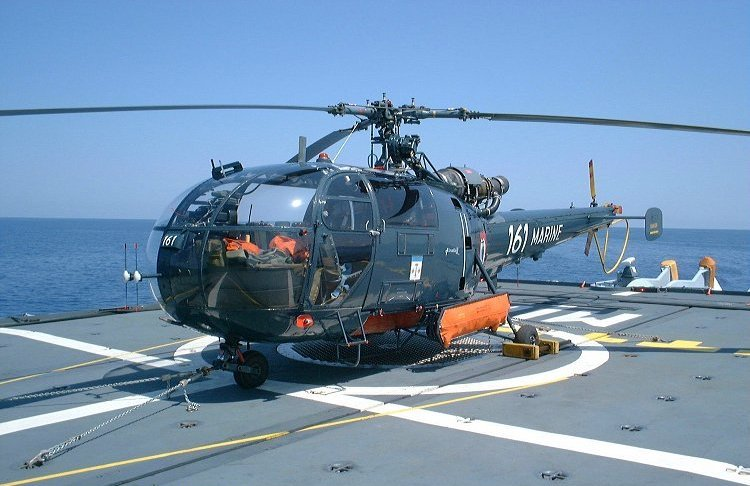
Alouette III de la Marine nationale française (2000).

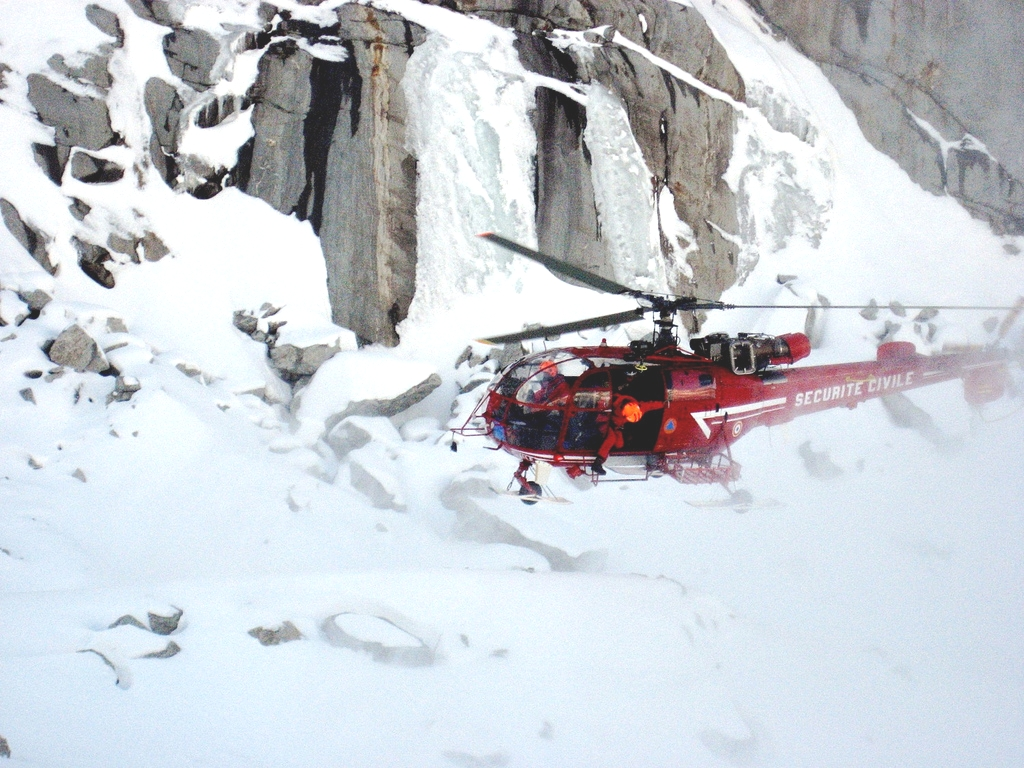
Alouette III de la sécurité civile en sauvetage dans la vallée blanche (2007).

- France : mis en service en 1960 dans l'ALAT, cet hélicoptère a été utilisé par les trois armes et divers organismes d'état dans ses deux motorisations. Dix-huit sont disponibles dans les forces armées fin 2018, avec un âge moyen de 45 ans et un taux de disponibilité de 45 %[10].
  - l'Armée de l'air française (transport léger, liaison, formation des équipages) a équipé à partir de juillet 1972 les différentes escadrilles des 67e et 68e Escadres d'hélicoptères, l'ETS 1/44 de Solenzara et le CIEH 341 de Chambéry. Les derniers exemplaires ont été retirés le 30 juin 2004 par l'EH 3/67 Parisis, remplacés par des Fennec.
  - l'ALAT a perçu 84 Alouette III livrées entre 1961 et 1971 avec un maximum en ligne de 79 en 1971 et 1972, en majorité équipées de missiles AS.11 ou AS.12. (lutte antichar, liaison), remplacées dès les années 1980 par des Gazelle, 67 en ligne en 1990 et 49 en 1995, les derniers sont retirés de l’Escadrille de Haute Montagne en novembre 1999[11].
  - La Force maritime de l'aéronautique navale[12] a commandé trente-sept SA-316B, SA-316B VSV et SA-319B (sauvetage en mer, liaison, formation des équipages embarqués, lutte ASM). Les premiers SA-316B ont été affectées aux escadrilles 20S (Saint Raphaël 1962-1991), 22S (recréée en 1964 à Lanvéoc-Poulmic qui a fourni notamment les détachements PEDRO des porte-avions français alors basés à Brest), 23S (Saint-Mandrier 1962-1999 qui a fourni notamment les détachements PEDRO aux porte-avions Foch et Clemenceau basés ensuite à Toulon). En 1972, la 22S a reçu les SA.316B VSV pour assurer la formation des équipages, devenant ainsi en 1976 l'ESHE (École de spécialisation sur hélicoptères embarqués). L'arrivée en 1974 des SA-319B équipés de deux torpilles Mk-46 a permis de constituer les flottilles de lutte ASM 34F (Saint Raphaël 1974 puis Lanvéoc-Poulmic) et 35F (Saint-Mandrier 1979, Lanvéoc-Poulmic 1979-1998, Saint-Mandrier 1999-2003, Hyères-Le Palyvestre) faisant de l'Alouette III le premier hélicoptère de lutte ASM à embarquer sur les frégates de type Tourville. Les missions ASM sont ensuite reprises au sein de l'aéronautique navale par les WG-13 Lynx et AS-565 Panther (les Alouette III de la flottille 34F sont définitivement remplacées en 1980 par des WG-13 Lynx et les missions de la flottille 35F évoluent à partir de 1991 vers le soutien et le sauvetage en étant recréée en 1999 par la fusion de la flottille 33F et de l'escadrille 23S). Les missions PEDRO et SAR sont ensuite reprises progressivement au sein des unités par les SA-365F Dauphin Pedro et AS-365N Dauphin SP cantonnant ainsi respectivement les dernières Alouette III de la flottille 35F et de l'escadrille 22S à des missions de soutien et de formation. 13 SA-319 encore en service dans l'aéronautique navale en 2016. Juillet 2019 a marqué le dernier vol des SA316B dans l’Aéronautique navale. En 2020, une seule, immatriculé 997 de l'Escadrille 22S, dispose d'un radar de recherche Thales OMERA ORB-32[13]. Le dernier embarquement opérationnel d’une Alouette III sur un navire de la Marine Nationale a lieu au premier trimestre 2022, à bord de la Marne. Le retrait des 8 exemplaires dont 5 encore en service actif est prévu[14] le 9 décembre 2022[15].
  - la Sécurité civile française (sauvetage en mer et sur terre, évacuations sanitaires, opérations anti-incendie) disposait de vingt-cinq Alouette III en 2001, remplacées progressivement à partir de 2002 par des EC-145. l'Alouette III F-ZBAN est entrée au musée de l'air en mai 2009, l'alouette III F-ZBAW continue néanmoins à assurer les sauvetages jusqu'à la fin de l'été 2009 au détachement de Courchevel. Une Alouette III de la Sécurité civile est exposée à la Cité des sciences et de l'industrie depuis le 17 août 2009[16].
  - la Gendarmerie nationale française (sauvetage en montagne, surveillance, recherche, liaison), qui a entamé en 2005 le remplacement de ses dernières Alouette III [F-MJxx] par des EC-145. Les Alouettes III ont été stockées au Blanc, dans l'Indre, et menées à bout de potentiel par le Détachement aérien de Gendarmerie de Briançon. La dernière est retirée du service le 19 octobre 2009 et est maintenant exposée au salon de l'air et de l'espace à l'aéroport du Bourget à Paris.
  - la douane (surveillance, liaison).
- Gabon : cinq Alouette III livrées dans les années 1970 par la France.
- Ghana : quatre SA.316 livrées en 1972 à la 2e escadrille d'Accra, pour l'entraînement et le transport VIP. Deux semblent encore en service début 2007.
- Grèce : quatre SA-319B furent livrées à la marine grecque pour des missions de lutte anti-sous-marine et SAR, deux étant encore en service début 2007.
- Guinée : un SA-319 en service début 2007 ?
- Guinée-Bissau : un SA-316B livré en 1974 pour les missions de transport.
- Guinée équatoriale
- Hong Kong : deux SE.3160 livrés.
- Inde :
  - Force terrestre indienne : environ 120 Chetak en service début 2007.
  - Force aérienne indienne : le Chetak a équipé les 104e, 107e, 111e, 113e, 115e et 116e Sqdns de la Force aérienne indienne pour les missions de transport et de lutte anti-char. Environ quarante Chetak en service début 2007.
  - Marine indienne : la marine indienne a équipé sur Chetak les INAS 321 (« Servitudes », stationné à INS Shikra), INAS 331 (stationné à Cochin, mais fournissant les détachements sur les frégates de la classe Leander, équipés de torpilles) et 561 (Cochin, entraînement).
  - Garde-côtes : six Chetak en service début 2007 une escadrille à Daman).
- Indonésie : un SA-316 pour l'armée de terre encore en service début 2007 ?
- Irak : trente SA-316 armés de missiles AS-11 ou AS-12 ont équipé le 30e Sqdn, 1st Wing de l'armée de terre irakienne basé à Kirkuk.
- Irlande : huit Alouette III furent livrées entre 1963 et 1974 à l'Army Support Squadron de Baldonnel. Ces appareils ont disparu des inventaires en 2007.
- Jordanie : sept Alouette III achetées, dont un SA-316C toujours en service au 7e Sqdn, à Amman en 2007.
- Laos
- Liban : a reçu six SA-316B.
- Libye
- Madagascar : deux appareils cédés par la France en 1974, un accidenté le 23 avril 1976[17], le second rapidement réformé semble-t-il.
- Malaisie : les forces aériennes et terrestres malaises ont utilisé le SA-316B, dont treize étaient encore en service fin 2006, utilisées principalement pour l'entraînement.
- Malawi
- Malte : aux trois SA-316B abandonnés en 1981 par la Libye et qui ont repris l'air en 1991, se sont ajoutés en 1997 deux appareils des surplus de la Force aérienne royale néerlandaise, ces appareils n'étaient plus en état de vols en 2009 et servaient de réserve de pièces détachées au profit des trois autres alouettes encore en service.
- Maroc : deux Alouette III utilisées par le Groupement aérien de la gendarmerie royale.
- Maurice : l'unité hélicoptère de la police utilise quelques Chetak cédés par l'Inde.
- Mexique : trois SA-319B encore utilisés par la Marine début 2007 sur les quatre livrés.
- Mozambique : au moins un exemplaire, accidenté en juin 1990.
- Namibie
- Népal : l'armée népalaise disposait en 2002 de trois HAL Chetak.
- Nicaragua
- Pakistan : les forces armées du Pakistan, qui a perdu deux appareils durant le conflit indo-pakistanais de 1971, ont équipé six escadrilles d'Alouette III, les Squadrons 81 à 86. De son côté la marine pakistanaise, qui avait acheté quatre appareils en 1972, a racheté quatre SA-319B des surplus néerlandais en 1995 et huit appareils des surplus français en 2005. Début 2007, on compterait encore huit Alouette III dans la marine et 20 SA.316B dans l'armée de terre. Fin 2010, l'Armée suisse cède gratuitement à partir de septembre 2010 ses dix dernières Alouette III au Pakistan pour renforcer ses capacités de secours[18].
- Pays-Bas : soixante-douze Alouette III pour l'armée néerlandaise et cinq pour la Force aérienne royale néerlandaise en version SAR (Remplacées en 1994 par des Bell AB.412). Les derniers sont retirés le 1er janvier 2016[19]. Les appareils néerlandais ont été assemblés par Fokker et Lichtwerk.
- Pérou : l'Escuadrón de Helicópteros 332, stationné à Lima-Callao, a opéré sur SA-316B, aujourd'hui réformés.

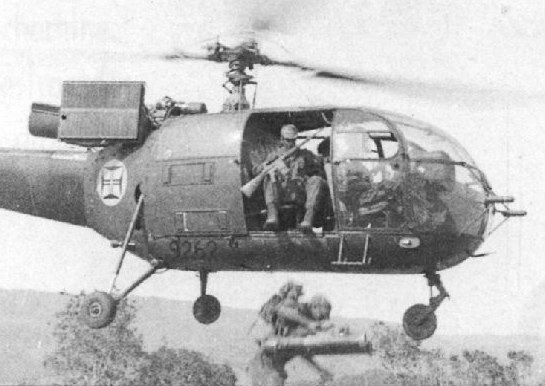
Des parachutistes portugais sautent d'une Alouette III dans un assaut pendant la guerre d'indépendance de l'Angola. Elle est dotée de filtres à air, installation portugaise pour tropicaliser l'appareil.

- Portugal : le troisième plus grand utilisateur de l'Alouette III avec un total de 142 exemplaires achetés. En 1963, le Portugal a été le premier pays à utiliser l'Alouette III en combat dans les guerres coloniales d'Angola, de la Guinée-Bissau et de Mozambique. Le Portugal a utilisé une version spéciale avec un canon de 20 mm monté dans la porte latérale pour appui tactique. Ceux-ci étaient appelés « Helicanhão » (« Heli Canon ») et avaient le nom de code « Lobo Mau » (« Méchant Loup »). On comptait encore dix-sept Alouette III en service début 2007. Le Portugal a fait état de son intention d'acquérir six à huit hélicoptères légers pour les remplacer[20]. La préférence, en mai 2018, est allé a l'AgustaWestland AW119 Koala commandé à 5 exemplaires plus 2 en option après validation par la Cour des comptes portugaise pour remplacer les 8 Alouette alors en service[21].
  - Rotores de Portugal (en) : la patrouille acrobatique sur hélicoptères évolue sur trois SA-316B.
- République dominicaine : un SE.3160 livré.
- Rhodésie : huit ou trente-quatre appareils livrés. Une victoire aérienne a été enregistrée lorsque, le 9 août 1979, un Britten-Norman Defender de l'Escadre aérienne de la force de défense du Botswana a été abattu par un hélicoptère Alouette III du No. 7 Squadron de la Rhodesian Air Force armée d'un canon de 20 mm[22].
- Roumanie : on comptait encore cent IAR 316B (en) dans la Force aérienne roumaine et cinq dans l'aéronavale roumaine début 2007. En 2016, seuls 6 IAR 316B volent au sein de l'unité d'entrainement.
- Rwanda : deux SA-316 livrés
- Salvador
- Sénégal : un exemplaire destiné à la formation.
- Seychelles : en 1982, l'Inde a offert un ou deux HAL Chetak, probablement remplacé(s) par des appareils plus récents en 1987.
- Singapour
- Sri Lanka

- Suisse :

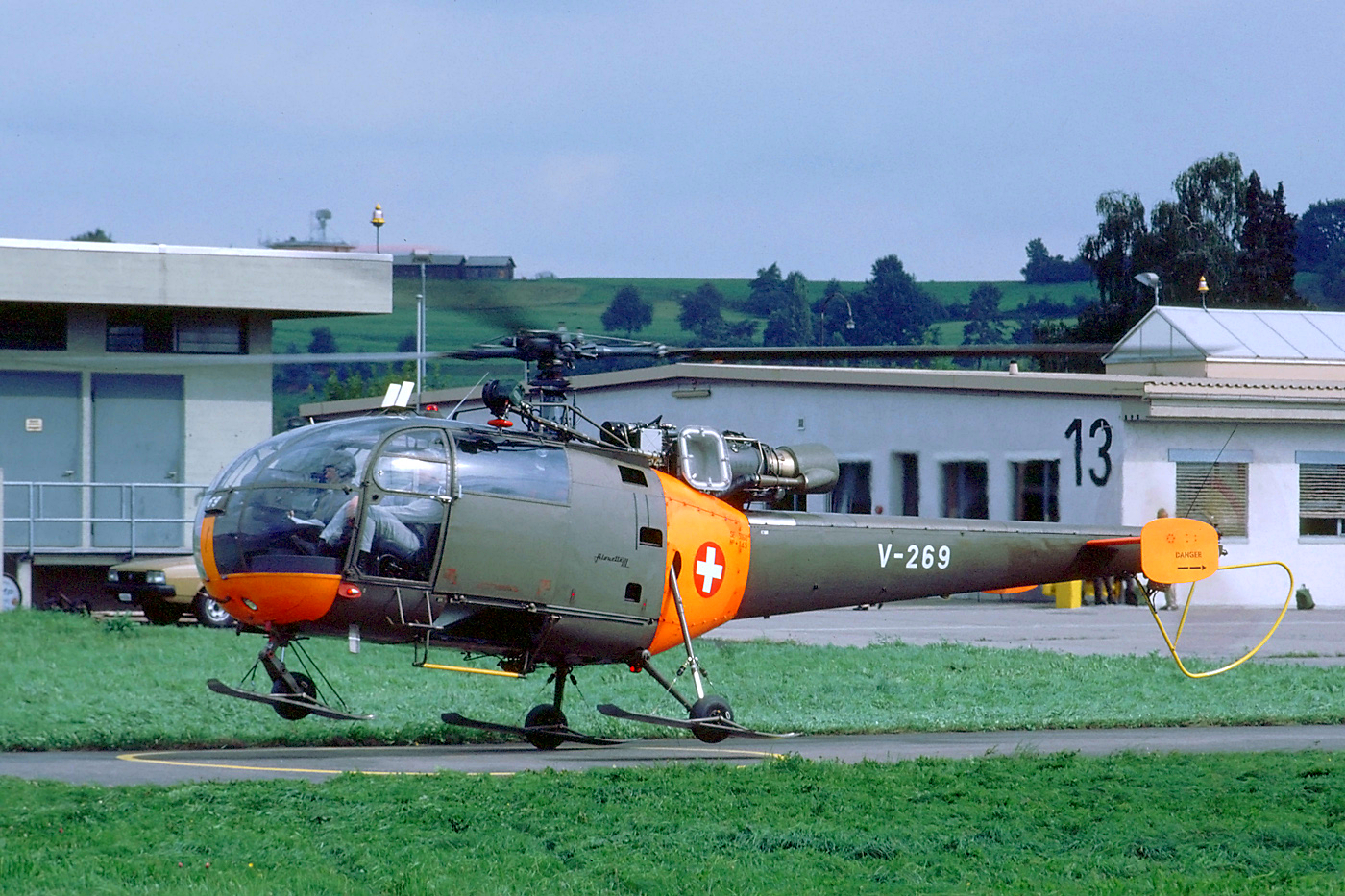
Alouette III des Troupes d'aviation suisses à Dübendorf en 1984.

  - Forces aériennes suisses : Après la mise en service de 30 Alouette II entre 1958 et 1963 dans l'Armée suisse, neuf Alouette III furent achetées en 1964 (V-201 à V-209), suivies de 15 exemplaires supplémentaires en 1966, et 60 SA-316B (F+W Alouette IIIS) assemblées sous licence en Suisse entre 1972 et 1974 par la Fabrique fédérale d'avions (de), à Emmen (F+W Emmen). Affectés aux Escadrilles légères d'aviation (Leichte Fliegerstaffel) 1, 3, 4, 5, 6 et 8, ces hélicoptères [V-201/284] ont assuré les missions de liaison, transport, sauvetage, surveillance et recherche. Dix exemplaires ont été perdus sur accident et leur retrait progressif a été amorcé en 2003. Leur nombre a été ramené à 36 en 2006. Les vingt EC635 remplaçant les Alouettes III ayant été livrés, les dix derniers exemplaires ont été réformés en 2010 et donnés au Pakistan pour des missions de secours[23]. En tout, les Alouette III suisses ont effectué 316 000 heures de vol.
  - Confédération suisse
    - Office fédéral de l'aviation civile (OFAC) : SE.3160 (HB-XDE) 1970-1998[24]
    - SA.316B (HB-ZBL, ex V-279) : DDPS de 1999-2001 (en service pour l'OFAC). DETEC, BPA et Office fédéral des exploitations des Forces aériennes (OFEFA) de 2001 à 2005. Repris par le DDPS pour les pièces détachées[25].
- Suriname Force aérienne surinamienne: 3 HAL Chetak SA-316B en service depuis 2015. un SA-316 acheté au Portugal en 2002 pour remplacer un autre appareil réformé.
- Tchad : les Pays-Bas ont livré deux SA-316 au Tchad en janvier 1995. Ces appareils étaient encore en service début 2007.
- Togo
- Tunisie : cinq SA-316B encore en service début 2007 sur les huit livrés la 31e Escadrille de Bizerte.
- Venezuela : sur 21 SA-316B achetés en 1968 par la FAV, l'Escadron 102 disposait encore de dix appareils fin 1997. Un de ces appareils [FAV-1677] a été accidenté près de Los Barriales le 1er juillet 2000.
- République du Viêt Nam : deux appareils commandés.
- Yémen du Nord
- Yougoslavie : en 1997, l'aviation yougoslave a revendu deux SA-316 utilisées pour le transport VIP au Ghana ou à la Côte d'Ivoire.
- Zaïre : dix SA-316 ont été livrés à la 122e Escadrille, 12e Groupe de Liaison de Kinshasa.
- Zambie
- Zimbabwe : un certain nombre d'appareils des surplus portugais et quelques exemplaires achetés en Roumanie ont été utilisés par le 7e Sqdn de Harare. Quatre Alouette III sont encore en service début 2007.

## Utilisateurs civils

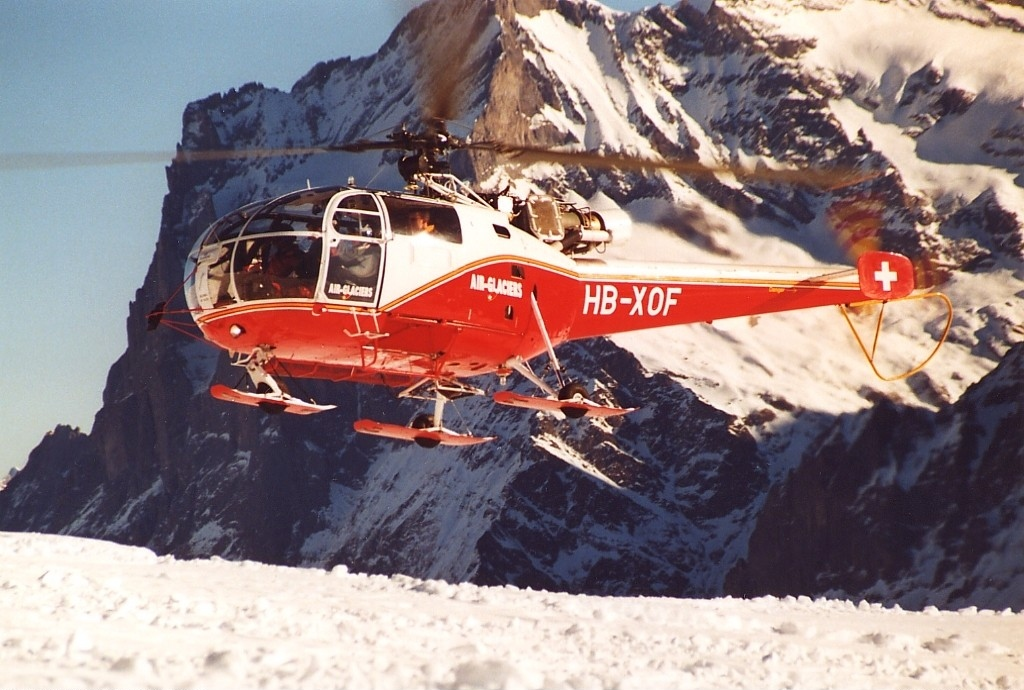
La SE.3160 Alouette III HB-XOF d'Air Glaciers au Lauberhorn en 2002. C'était la dernière Alouette III en service dans les Alpes.

- Suisse : Outre les 84 exemplaires ayant servi au sein des Forces aériennes suisses, l'Alouette III a été utilisée par des sociétés privées pour le transport de personnes et de marchandises, les travaux en montagne et le sauvetage[26]. En avril 2014, cinq Alouettes III sont encore immatriculées en Suisse, en état de vol ou non, dont quatre chez Air Glaciers. La « dernière Alouette III des Alpes » en service commercial et de secours (immatriculée HB-XOF et en service chez Air Glaciers) a été retirée après cinquante ans de service, faute de pièces de rechange[27], le 15 juin 2014. Pour ce dernier jour de service, HB-XOF, habituellement utilisée pour le secours, emmenait des passagers pour des vols touristiques.
  - SE.3160 Alouette III : douze exemplaires civils au total ayant volé pour Air Glaciers, Air Zermatt, la Garde aérienne suisse de sauvetage (REGA), Heliswiss, Heli-TV SA et Rhein Helikopter.
    - Alouette Swiss AG : ancien exemplaire des Forces aériennes suisses (HB-XXM, ex V-208) ayant conservé sa livrée en service depuis 2012[28].

  - SA.316B Alouette III : quinze au total ayant volé pour Air Glaciers, Air Grischa Helikopter AG, Air Zermatt, Garde aérienne suisse de sauvetage (REGA), Helicoptere Service, Heliswiss, Heli-TV SA et Rhein Helikopter AG.
  - SA.319B Alouette III : vingt-et-un au total ayant volé pour la Garde aérienne suisse de sauvetage (REGA) (quinze exemplaires), Air Grischa Helikopter AG, Air Zermatt (quatre exemplaires), Bohag (Berner Oberländer Helikopter AG), Heli-TV SA et Mountain Flyers 80 Ltd.